# Lisimákhia
Lisimákhia (Lysimacheia) är en ort i Grekland.   Den ligger i prefekturen Nomós Aitolías kai Akarnanías och regionen Västra Grekland, i den centrala delen av landet, 220 km väster om huvudstaden Aten. Lisimákhia ligger 58 meter över havet och antalet invånare är 335.
Terrängen runt Lisimákhia är kuperad åt sydost, men åt nordväst är den platt. Runt Lisimákhia är det ganska tätbefolkat, med 67 invånare per kvadratkilometer. Närmaste större samhälle är Agrínio, 10,4 km nordost om Lisimákhia. 